# Mila Martínez
Mila Martínez (Valencia, 1962) es una escritora española de novelas cuyas protagonistas son lesbianas en su mayoría. 

## Trayectoria
Nació en Valencia donde estudió la carrera de Derecho.
En 2009 publicó su primera novela, No voy a disculparme.  Con ella comenzó una serie formada por las siguientes novelas: Tras la pared (2010); Autorretrato con mar al fondo (2011) y La daga fenicia (2013). Esta última fue ganadora del Premio Fundación Arena de narrativa GLTBQ en su VIII edición y Regreso a Eterna (2018). La daga fenicia plantea una historia sorprendente con elementos fantásticos. Aunque los personajes continúan la saga anterior la acción es completamente independiente. Es fundamental el ingrediente fantástico de la narración.
Las novelas independientes de la serie son Mis noches en el Ideal Room ( 2016), La Esencia (2017), 22 (2019), Insurrectas (2021) y Despierta.
También es autora de relatos incluidos en las antologías: En donde no puedas amar, no te demores (2016) con el relato “Sin tocarte”; en Cada día me gustas más (2016), con el relato “Paladares”; en 101 crímenes de Valencia (2019), con el relato “Monstruos”; en el número de abril de 2020 de la revista Gehitu Magazine con el relato “Abre los ojos”; en Locas y Perversas (2020) con el relato “Serendipia” y en la antología solidaria Tenemos la cura, con el relato “La más suicida de las curas”.

## Obra
En declaraciones ha puesto en relevancia que las editoriales de línea homosexual surgieron por necesidad. Las editoriales generalistas no querían publicar libros de esta temática. Casi todos sus libros han sido publicados por la editorial Egales. Sobre la existencia o no de literatura LGTBi también ha declarado que «La literatura LGTBi en sí no existe, existe la literatura con personajes LGTBi». Para ella, «El hecho de que haya novelas en las que algunos personajes nos permitan identificarnos más con la historia debido a su opción sexual es lo que ha causado que se hable de la mal llamada “literatura LGTB”, cuando en realidad los autores y autoras que escribimos novelas con personajes diversos somos un grupo bastante heterogéneo, como ocurre con los escritores y las escritoras cuyas historias las nutren personajes heterosexuales».